# 가스터빈 모듈형 헬륨 원자로
가스터빈 모듈형 헬륨원자로(Gas turbine modular helium reactor, GT-MHR)는 미국, 러시아가 합작개발한 4세대 원자로이다.
러시아측은 OKBM 아프리칸토프, 쿠르차토프 연구소, VNIINM 등이 참여했다. 미국측은 미국 제너럴 아토믹스, 프랑스 프라마톰(아레바), 일본 후지전기가 참여했다.

## 장점
원자로 냉각재로 화학적으로 불활성인 헬륨가스를 사용하기 때문에 핵연료, 구조물과의 화학반응이 없어 원자로 냉각재속의 방사능도 적다.
고온가스로의 원자로 냉각재 온도가 700∼1,000 ℃로 높기 때문에 광범위한 열이용이 가능하게 된다. 경수냉각형로는 원자로 냉각재 온도가 약 350 ℃로 낮아서 핵열의 직접적인 이용이 매우 한정되어 있다.
1995년 현재 상업용 원자로의 평균 열효율은 32%이다. 1995년 현재 GT-MHR의 열효율은 48%로서, 세계 최고 기록이다.
사고시에도 자연방열만으로 붕괴열 제거가 가능하기 때문에, 경수냉각형로와 같은 비상노심냉각설비가 필요없다.
미래에는 빌딩 지하에 초소형 원자로를 묻어서 빌딩을 건설하게 될 것인데, 원자로가 매우 안전성이 높아야만 한다. GT-MHR은 이러한 매우 높은 안전성을 갖고 있다.

## EM2
미국 제너럴 아토믹스는 GT-MHR을 개량한 EM2 원자로를 개발중이다. 전기출력 65 MWe, 열출력 500 MWth를 내며, 850 °C (1,600 °F)로 운용된다. 빌딩 지하에 묻을 수 있으며, 30년간 핵연료 재장전이 필요없다.